# Palaeontologia Polonica
Palaeontologia Polonica là một tạp chí khoa học được xuất bản bởi Viện Cổ sinh vật học, Viện Hàn lâm Khoa học Ba Lan từ năm năm 1929. Cùng với tạp chí Acta Palaeontologica Polonica, tạp chí Palaeontologia Polonica được Viện Cổ sinh vật học xuất bản hàng quý. Các lĩnh vực công bố chính của tạp chí bao gồm: Các kỹ thuật nghiên cứu mới và phương pháp luận suy luận trong cổ sinh vật học, cũng như kích thước hình thái và thời gian của quá trình tiến hóa (các mô tả chi tiết về các hóa thạch và các tọa độ địa tầng chính xác của mẫu hóa thạch). Tạp chí xuất bản bằng tiếng Anh.

## Mã số xuất bản
- ISSN: 0078-8562 (Bản in)
- DOI: 10.4202/pp
- Nhà xuất bản: Viện Cổ sinh vật học, Viện Hàn lâm Khoa học Ba Lan.

## Chỉ số ảnh hưởng của tạp chí
- Chỉ số SJR (Scimago Journal Rank) năm 2019: 0.769[2]
- Chỉ số H Index năm 2019: 15[3]
- Danh mục tạp chí SCIE: Nhóm Q1[3]
- Tạp chí được lập chỉ mục trích dẫn trong các cơ sở dữ liệu sau: Biological Abstracts; BIOSIS Previews; Zoological Record[4]

## Ban biên tập[1]
- Tổng biên tập: Giáo sư, Tiến sĩ khoa học Jerzy Dzik, Viện Cổ sinh vật học, Viện Hàn lâm Khoa học Ba Lan.
- Trợ lí tổng biên tập: Giáo sư, Tiến sĩ khoa học Wojciech Majewski, Viện Cổ sinh vật học, Viện Hàn lâm Khoa học Ba Lan.

## Trang web của tạp chí
Palaeontologia Polonica:.